# باغيريا
باغيريا (بالإيطالية: Bagheria)‏ مدينة ساحلية إيطالية في جزيرة صقلية، ضمن مقاطعة باليرمو، تبعد عن مدينة باليرمو 16 كم شرقا، أسست في القرن السابع عشر من قبل أسرة برانشيفورتي أمراء بوتيرا حيث استقر بها جوزيبي برانشيفورتي أمير بوتيرا ونائب ملك صقلية في 1658 م بعد تقاعده، وبنى قصرا هناك.
و في عام 1769 أحد أحفاد الأمير قام بإعادة تصميم القرية السابقة محوّلا إياها إلى بلدة باوكية جميلة، وأصبحت متنزه ارستقراطية باليرمو، ثم اشتهرت بفضل القصور والفيلات التي بنيت فيها خلال القرن الثامن عشر على الطراز الباروكي الصقلي، أصل اسمها عربي إما «بحرية» أو «باب الغرب»، يعتمد اقتصادها على زراعة الحمضيات، عدد سكانها 53.381 نسمة.
باغيريا هي مكان ميلاد لثلاثة فنانين معروفة خلال القرن العشرين: ريناتو غوتوزو ونينو غارايو، ومخرج الافلام جوزيبي تورناتوري.

## السكان
تطور النمو السكاني لـ باغيريا

## أهم المعالم
- Villa Palagonia بالاغونيا فيلا وتشتهر سلمها الخارجي المركب، وواجهتها الرخامية المنحنية. صممه تومازو ماريا نابولي، وهي اليوم مفتوحة أمام الجمهور.

بإضافة إلى مباني أخرى تشمل:
- Villa Valguarnera فيلا فالغوارنيرا
- Villa Butera فيلا بوتيرا
- Villa Trabia فيلا ترابيا
- Villa Cattolica فيلا كاتوليكا
- Villa Cuto فيلا كوتو
- Villa Spedalotto فيلا سبيدالوتو
- Villa San Cataldo سان كاتالدو
- Villa Villarosa فيلا فيلاروزا
- Villa San Marco فيلا سان ماركو
- Villa Filangeri فيلانجيري
- Villa Sant'Isidoro سانت إزيدورو
- Villa Ramacca فيلا راماكا
- Villa Serradifalco فيلا سيرراديفالكو
- Villa Larderia فيلا لارديريا
- Villa Campofranco فيلا كامبوفرانكو.

## أعلام
- جيوزبي تورنتوري
- ريناتو غوتوسو